# Juan Pablo Varsky
Juan Pablo Varsky  est né le 27 octobre 1970 à Buenos Aires, Argentine. Est un journaliste sportif bien connu en Amérique latine spécialement dans son pays natal. Actuellement, il travaille dans un journal appelé La Nación  dans lequel il a une section et aussi dans son propre site Web canchallena .
Est considéré comme l'un des journalistes les plus compétents dans le sport en Argentine. Participe à « Fútbol de Primera » sur le canal 13 avec votre prologue classique. Il héberge également le programme « No somos nadie » (Nous ne sommes personne), du lundi au vendredi sur Radio Rock & Pop pour 6-9 heures.

## Biographie
Il est devenu populaire en Amérique latine grâce à sa participation comme narrateur et analyste sportif du Directv (Amérique latine), spécialement dans la saison du mondiale (2006 et 2010) bien qu'il travaille comme narrateur pour Directv tout l’année.
Il a fait ses études secondaires dans le Colegio Nacional de Buenos Aires et des études universitaires en économie et en sciences politiques à l'Université de Buenos Aires, mais pas terminé. Il a débuté dans le journalisme en 1989 comme assistant de production sur Video Cable Comunicación.
En 1993, il est passé au groupe Clarín pour faire partie de la section des sports de la Division Nouvelles et pilote Sports TN. De 1996-1998, il a été chroniqueur pour "Telenoche." Entre 1998 et 2000, a été en Amérique commentateur de football. En 1999, il a vécu sa première grande expérience avec la radio : "Go Go" programme sportif avec « Michael Simon » et « Verea » de Russie, pour radio mondiale et la radio nationale.
De 2001-2004, il a fait partie du “Basta de Todo” (Tout arrêter) avec Matthew Martin (Metro FM), également appelé à ce programme aujourd'hui comme « Le juge, Sa Sainteté." En 2004, il a commencé à raconter des jeux pour Fox Sports et participe au programme "Futbol de Primera". Rédigée et l'audio des titres, a dit une partie de la date, et a également eu un bloc d'opinion avec Enrique Macaya et Fernando Marquez Pacini.
En 2006, il a été partie principale du groupe de narrateurs de "football total" programme de DIRECTV (entreprise de télévision par câble) pour toute l'Amérique latine à l'occasion de la dix-huitième Coupe du monde en Allemagne.
En 2010, il a été le principal journaliste du groupe de narrateurs de "football total" programme de DIRECTV pour toute l'Amérique latine à l'occasion de la dix-neuvième Coupe du monde en Afrique du Sud.